# Oritang
El oritang es un tipo de guk (sopa coreana) que se hace cociendo a fuego lento pato y diversa verdura (ori significa ‘pato’ y tang es otro nombre para el guk en coreano).  Aunque su receta cambia según la región y el gusto, la sopa suele ser clara. Algunas variantes también contiene guindilla en polvo para hacer picante la sopa, como maeuntang, o semillas de perilla asadas para espesarla. El oritang es una especialidad local de las provincias de Gyeonggi y Jeolla del Sur, y especialmente de Gwangju. En Gwyangju, unos 20 restaurantes especializados en oritang y otros platos de pato se concentran en el callejón Yudong Alley de Buk-gu (Distrito Norte).